# Pierre o delle ambiguità
Pierre o delle ambiguità è il settimo romanzo dello scrittore statunitense Herman Melville, pubblicato per la prima volta nel 1852.

## Trama
La storia narra della vita di Pierre Glendinning, un giovane di 19 anni erede della grande residenza di Saddle Meadows ubicata nello stato di New York. Il ragazzo è impegnato in una relazione con Lucy Tartan, una bella ragazza bionda della sua stessa età; la cosa è approvata dalla forte e dura madre di Pierre, che guida con mano di ferro la tenuta dopo la morte del marito.
Poco dopo però appare la strana e misteriosa Isabel Banford la quale afferma d'essere la sorellastra di Pierre, figlia illegittima del padre del ragazzo e di una donna europea immigrata. Il giovane reagisce alla scoperta (e all'attrazione magnetica che prova nei confronti di Isabel) mettendo a punto un sistema per preservare il buon nome del padre, risparmiare un'inutile sofferenza alla madre ed infine dare ad Isabel una parte della tenuta, che le spetta come legittima eredità.
Egli annunzia alla madre d'essere sposato e lei prontamente lo getta fuori di casa; Pierre ed Isabel partono così per New York, accompagnati da una giovane donna caduta in disgrazia di nome Delly Ulver. Durante il loro lungo viaggio in diligenza Pierre trova e si mette a leggere il frammento di un trattato sulla filosofia di Plotino che parla delle differenze tra virtù assoluta e relativa.
Giunto in città Pierre pensa di contare sull'ospitalità del cugino e buon amico Stanley, ma rimane quantomai sorpreso quando questi si rifiuta di riconoscerlo; i tre riescono infine a trovare delle stanze in un'ex chiesa convertita in rifugio per senzatetto, ora popolata da artisti indigenti e scrittori, spiritisti e filosofi, tra cui il quantomai misterioso Plinlimmon. Pierre scoprirà che proprio Plinlimmon è l'autore del trattato filosofico che aveva letto durante il viaggio.
Il giovane, incoraggiato anche dai propri successi giovanili, cercherà di guadagnare soldi scrivendo un libro; viene presto anche a sapere che la vecchia madre è morta e che ha lasciato l'intera tenuta a Stanley, il quale è ora impegnato nei preparativi di nozze con Lucy. Improvvisamente però Lucy si presenta davanti a Pierre, fortemente determinata a condividere la propria vita con lui, e questo nonostante il suo apparente matrimonio con Isabel.
Pierre cercherà di vivere assieme alle tre donne come meglio può, mentre le loro scarse risorse finanziarie velocemente si esauriscono. Il modo di scrivere di Pierre pare intanto non andar bene, in quanto le proprie personali esperienze e le verità più scure che è venuto a conoscere non possono esser conciliate con la luce data dalla letteratura innocente che il mercato attualmente cerca.
Un giorno Pierre ha una visione mentre si trova in stato di trance: vede un gigante di pietra legato alla terra, del tutto simile ad Encelado mentre si appresta a dare l'assalto assieme agli altri Titani al Monte Olimpo. Assediato dai debiti, per la paura dovuta alle minacce di Stanley e del fratello di Lucy, del rifiuto opposto dagli editori di poter metter sotto contratto il proprio libro, ma anche dal profondo timore della passione incestuosa provata per Isabel ed infine dai dubbi sulla verità della stessa storia della ragazza, Pierre spara a Stanley a Broadway durante l'ora di punta.
Viene portato in carcere a La Tombs, il complesso penitenziario di Manhattan: Isabel e Lucy vanno a fargli visita e quest'ultima rimane sotto choc quando viene a sapere che i due sono fratello e sorella. Pierre beve la fiala di veleno portatagli da Isabel e muore; il romanzo finisce con la descrizione di tre cadaveri riversi sul pavimento della cella.

## Adattamenti
- Pola X - film francese con Guillaume Depardieu e Catherine Deneuve.

## Edizioni italiane
- Pierre o delle ambiguità, traduzione di Luigi Berti, Collana Narratori Stranieri Tradotti n.15, Torino, Giulio Einaudi Editore, 1942,  p. 408.
- Pierre o delle ambiguità, traduzione di Luigi Berti emendata, introduzione di Davide Brullo, Guaraldi, 2015,  p. 318, ISBN 978-88-6927-104-5.
- Pierre o delle ambiguità, Prefazione di Claudio Gorlier, a cura di V. Fidomanzo, Collana Le porpore, Milano, Medusa, 2015,  p. 443, ISBN 978-88-7698-266-8.